# Schronisko przed Tunelem Drugie
Schronisko przed Tunelem Drugie – jaskinia typu schronisko w lewych zboczach Doliny Kluczwody, w granicach wsi Bębło w województwie małopolskim, w powiecie krakowskim, w gminie Wielka Wieś. Pod względem geograficznym znajduje się na Wyżynie Olkuskiej będącej częścią Wyżyny Krakowsko-Częstochowskiej.

## Opis obiektu
Schronisko znajduje się w bezimiennej skale przy ulicy Leśnej we wsi Bębło, po południowej stronie skały Dziurawiec. Znajduje się na ogrodzonej i zabudowanej posesji prywatnej. Jest to wąska i wysoka szczelina utworzona na pęknięciu skały w późnojurajskich wapieniach skalistych. Powstała wskutek grawitacyjnego rozpadu skał oraz wietrzenia. Pewną rolę w jej tworzeniu odegrała woda, na jej ścianach widoczne są bowiem spowodowane przez jej przepływ płytkie rozmycia. Namulisko składa się z rumoszu skalnego zmieszanego z gliną i próchnicą. Jest widne tylko w początkowej części, tu na jego ścianach rozwijają się glony. W głębi jest ciemno. Zwierząt nie zaobserwowano.
Po raz pierwszy schronisko opisali A. Polonius i M. Sznobert w 2015 r. Plan sporządził N. Sznobert. Jego nazwa nawiązuje do Jaskini Tunel w położonej na północ skale Dziurawiec. Obok jest też Schronisko przed Tunelem Pierwsze.

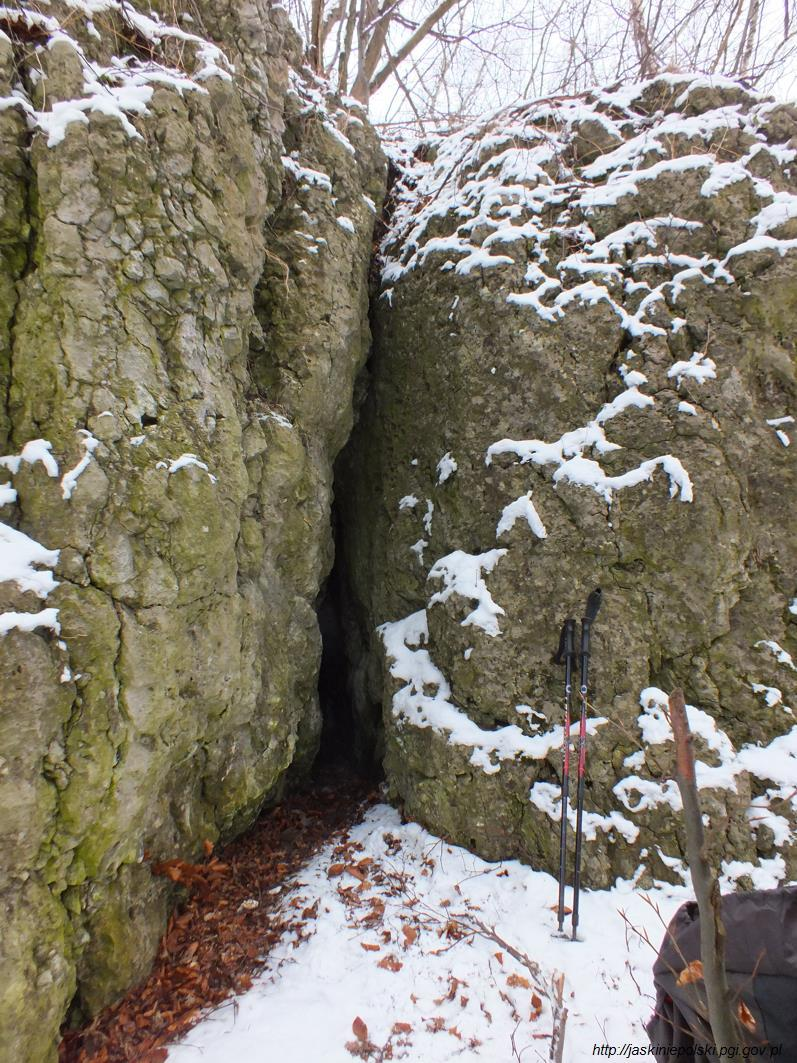